# Gaetano Arturo Crocco
Gaetano Arturo Crocco (Nàpols, 26 d'octubre de 1877 – Roma, 19 de gener de 1968) va ser un oficial, científic i docent italià, pioner de l'aeronàutica i de la propulsió a raig.
Internacionalment és reconegut per haver ideat el denominat "Crocco Grand Tour", el primer pla de vol interplanetari que preveia la utilització dels camps gravitatoris de la Terra, Mart i Venus per impulsar una nau entre els tres planetes amb una despesa mínima de combustible en el seu recorregut.
Així mateix, va ser pare de Luigi Crocco, un altre gran estudiós de l'aerodinàmica.

## Biografia
De pare napolità i mare palermitana, va néixer a Nàpols però va créixer a Palerm, prop de la universitat de la qual va començar els estudis de matemàtiques i física. El 1897 va ser admès al Col·legi d'Aplicació d'Artilleria i Enginyeria. de Torí, d'on va sortir el 1900 amb el grau de tinent d'Enginyers.
A les ordres del general Maurizio Mario Moris i amb el seu col·lega Ottavio Ricaldoni, el 1907 va construir el primer dirigible italià, provat a l'any següent sobre el Llac de Bracciano, al que va seguir una trentena d'altres exemplars utilitzats posteriorment en la Primera Guerra Mundial. Va projectar a més una espoleta ultrasensibile per a projectils d'artilleria, un canó antiaeri a 24 boques de foc, un canó de 65 mm per a dirigibles (instal·lat sobre el seu dors per a defensa antiaèria) i, amb l'enginyer Alessandro Guidoni, una bomba teledirigida de guia giroscòpica.
El 1908, conjuntament amb el matemàtic i físic Vito Volterra, va fundar l'Institut Central Aeronàutic, en el qual es van concentrar les activitats de recerca italiana en el camp aeronàutic abans del naixement, en 1935, de la Ciutat de l'Aire, el centre d'investigacions de Guidonia Montecelio, del que va ser un dels principals sostenidors. Gràcies a la seva intervenció, van ser proposades i construïdes les galeries aerodinàmiques (horitzontal, hipersònica i vertical) i el canal a escala de proves navals, instal·lacions que van romandre durant molts anys entre les millors al món, i que van permetre a Itàlia aconseguir el lideratge en el camp aerodinàmic.
Va ser primer professor i després rector de la Universitat de Roma el 1926, integrat en el Col·legi d'Enginyeria Aeronàutica (rebatejat posteriorment com a Col·legi d'Enginyeria Aerospacial). El 1935 va organitzar a Itàlia el Congrés Volta, que va comptar amb l'assistència dels majors experts d'aeronàutica del món, i que va constituir el prototip dels grans congressos aeroespacials de la postguerra. Va ingressar en l'Acadèmia d'Itàlia i en l'Accademia Nazionale dei Lincei.
Tot aquest treball en el camp de la didàctica i de la investigació va permetre a Itàlia produir un cúmul d'investigadors i joves científics de primer ordre en el camp aeronàutic, entre els quals es pot citar al seu fill Luigi Crocco, a Antonio Ferri i a Enrico Pistolesi. Són dignes de reconeixement les seves contribucions al camp de la mecànica del vol, especialment en els camps de la inestabilitat transversal, en els mètodes per a la determinació de l'autonomia, de la mateixa manera que els seus futurs articles al camp astronàutic.
Casat amb la baronessa Bice Patti del Piraino, amb qui va tenir 7 fills. El seu tercer fill Luigi (conegut com a Gino) va seguir la carrera del seu pare i es convertiria el mateix en un científic important.

## Activitats aeronàutiques i espacials
Crocco va ser pioner tant en el sector aeronàutic com en l'espacial. El 1898 va ser nomenat a sotstinent d'Enginyers al Col·legi d'Aplicació d'Artilleria i Enginyeria, on va ser assignat al 3r Regiment (telegràfic). Va conèixer en aquell període al capità Mario Maurizio Moris, comandant de la Brigada Especialista i apassionat de l'aeronàutica, que va intuir les potencialitats de Crocco i va iniciar amb ell una llarga col·laboració. La Brigada utilitzava el llac de Bracciano per fer experiments amb aeròstats i Moris va cridar a Crocco per col·laborar amb ell. El 1904 Crocco comença a ocupar-se dels dirigibles i el 1906 projecta amb Ottavio Ricaldoni el dirigible 1, caracteritzat per una revolucionària estructura semirígida articulada en la part inferior de l'aeronau.
Amb una versió millorada i dotada de timó automàtic i indicadors de ruta (l'“N1”), Crocco efectua el 31 d'octubre de 1908 un vol d'anada i tornada de Vigna de Valle a Roma, cobrint 80 quilòmetres al voltant d'una hora i mitja. El seu dirigible es converteix així en la primera aeronau a sobrevolar la Capital, a 500 metres d'altura.
El 1912 Crocco i Rinaldoni van provar, sempre a Bracciano, un hidroplà, mentre que amb altres estudiosos, entre els quals figurava el  famós explorador àrtic Umberto Nobile, continua desenvolupant dirigibles (fins al 1921). Alhora que es dedicava a l'estudi de les hèlixs. El 1914 va construir a Roma una galeria aerodinàmica en circuit tancat. El 1923 es va començar a interessar per la problemàtica del vol espacial, de la propulsió a reacció i dels combustibles per a coets. El 1927 la Institució Experimental Aeronàutica, on Crocco treballava, va obtenir un finançament de 200.000 lires d'aleshores (equivalents a uns 130.000 euros de 2010) per iniciar estudis sobre coets de pólvora, amb els quals va efectuar llançaments experimentals en un camp especial de proves de la BPD a Segni, a prop de Roma. Successivament es dedica a la propulsió amb propel·lents líquids, dissenyant la primera cambra de combustió italiana, que experimenta amb el seu fill Luigi Crocco el 1930. Després de la guerra, la falta d'interès i de fons, va obligar a Crocco a apartar-se momentàniament d'aquests interessos.
Mentrestant es va dedicar a activitats acadèmiques, primer com a docent i després com a president del Col·legi d'Enginyeria Aeronàutica, càrrec que va ocupar des del 1935 fins al 1942, i des del 1948 fins al 1952, any en què va ser substituït per Luigi Broglio. En aquests anys d'investigació i d'ensenyament, Crocco va inventar i va fer realitzar nombroses instal·lacions i instruments innovadors, fins al punt que es difon entre els seus estudiants la rima "Tot el que veig o toco, ho ha inventat Arturo Crocco". El testimoni de la seva activitat va quedar plasmat en una cinquantena de patents i en més d'un centenar de publicacions.
Després de la Segona Guerra Mundial, Crocco va tornar a dedicar-se als míssils i a l'astronàutica. El 1951 funda l'Associació Italiana de Coets (AIR), amb el propòsit de reunir als apassionats del sector, i el 1950 va instituir a prop del Col·legi d'Enginyeria Aeronàutica, el Curs Informatiu de Balística Superior, dissertant ell mateix sobre la propulsió, els satèl·lits i les seves trajectòries. El 1951, deu anys abans del vol de Iuri Gagarin, va pronunciar una conferència sobre les qüestions relacionades amb la reentrada de naus en l'atmosfera. Posteriorment va projectar un vector de propulsió amb etapes paral·leles en comptes de superposades, solució futurista en aquells dies. Finalment, el 1956, Crocco en aquells dies octogenari, va presentar al Congrés Astronàutic Internacional de la IAF (celebrat a Roma) una memòria amb el títol “Viatge exploratori d'un any Terra-Mart-Venus-Terra”, basat sobre l'explotació del camp gravitacional de Mart i de Venus per reduir el temps del viatge. La importància de tal intuïció, coneguda tècnicament en l'actualitat com assistència gravitatòria (en anglès gravity assist o swing-by), va ser tal que en els anys següents la NASA, va comprendre la importància d'aquesta tècnica, en les seves recomanacions per al projecte de viatges a altres planetes recomanava que el seu estudi es basés en la “Crocco Mission”, adaptant a cada cas les maniobres d'impulsió gravitatòria descrites per Crocco en la seva memòria.

## La "Crocco Mission" o "Crocco Grand Tour”"

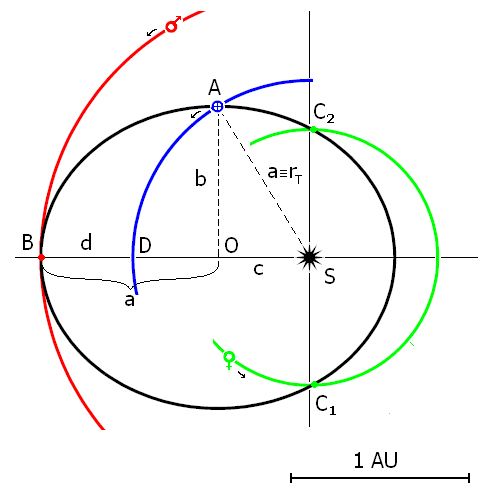
Esquema simplificat del Crocco "Grand Tour". En negre està indicada la trajectòria prevista per Crocco per al vehicle espacial, en blau, vermell i verd estan representades respectivament les òrbites de la Terra, de Mart i de Venus. Està indicada la posició dels planetes al moment del llançament (amb els respectius símbols astronòmics) i els punts dencontre espacial.

Basant-se en l'òrbita de transferència de Hohmann, Arthur C. Clarke havia formulat la hipòtesi que un viatge Terra-Mart amb mínim consum de carburant hauria requerit 259 dies i una permanència sobre el Planeta Vermell de 425, per permetre un nou alineament que permetés el viatge de tornada amb un baix consum, sempre de 259 dies. Crocco considera aquesta durada massa llarga i proposa, d'acord amb els seus propis càlculs, explotar la gravetat de Mart per efectuar un sobrevol del planeta sense aterratge, demostrant que la gravetat marciana desviaria la trajectòria de l'astronau rellançant cap a la Terra; amb aquest sistema el viatge d'anada i tornada duraria tot just un any, però amb l'inconvenient que el sobrevol de Mart hauria de ser fet a més d'un milió de quilòmetres de distància del planeta vermell, permetent una reduïda qualitat de les observacions. No obstant això, afirmava Crocco, si en comptes de cap a la Terra l'astronau fos rellançada cap a Venus, el sobrevol de Mart podria realitzar-se a una cota molt inferior, i els astronautes tindrien l'oportunitat d'observar també Venus alhora durant el viatge, amb el recorregut Terra-Mart efectuat en 113 dies, el Mart-Venus en 154 i el Venus-Terra en 98. Crocco va calcular també que la primera ocasió útil per a un viatge semblant, conegut també com el "Crocco Grand Tour", es presentaria el 1971. Les maniobres d'assistència gravitatòria són ara part integrant de totes les missions interplanetàries.

## Reconeixements
- En la seva  memòria s'han designat l'asteroide (10606) Crocco i el cràter lunar Crocco.
- El seu projecte de missió espacial entre la Terra, Mart i Venus és conegut com el "Crocco Grand Tour".

## Publicacions
- Gaetano Arturo Crocco, Giro esplorativo di un anno Terra-Marte-Venere-Terra, in Rendiconti del VII Congresso Internazionale Astronautico, Roma, settembre 1956, pàg. 201-225; pubblicato in "Astronautica", Associazione Scienze Astronautiche, Torino, 1957. Traduzione inglese di Glauco Partel: One-Year Exploration-Trip Earth-Mars-Venus-Earth, Gaetano A. Crocco, paper presented at the Seventh Congress of the International Astronautical Federation, Rome, Italy, in Rendiconti cit., Roma, 1956, pp. 227–252. Rist. in Gaetano Arturo Crocco, Opere pubblicate a cura dell'Accademia nazionale dei Lincei, Roma, Accademia nazionale dei Lincei, 1978, vol. 3, pp. 354–375 Gaetano Arturo Crocco, Il momento astro-cosmonautico, in Il mondo della tecnica, sotto la direzione di Gustavo Colonnetti, vol. 5 Le recenti conquiste della tecnica, Torino, UTET, 1962, pp. 255–303 Gaetano Arturo Crocco, Opere pubblicate a cura dell'Accademia nazionale dei Lincei, Roma, Accademia nazionale dei Lincei, 1978, 3 volumi, con biografia e bibliografia (1904-1962)